# Iso Saarnavuori
Iso Saarnavuori är en kulle i Finland.   Den ligger i den ekonomiska regionen  Åbo ekonomiska region  och landskapet Egentliga Finland, i den sydvästra delen av landet, 160 km väster om huvudstaden Helsingfors. Toppen på Iso Saarnavouri är 92 meter över havet.
Terrängen runt Iso Saarnavuori är huvudsakligen platt. Runt Iso Saarnavuori är det ganska glesbefolkat, med 23 invånare per kvadratkilometer. Närmaste större samhälle är Mynämäki, 12,2 km väster om Iso Saarnavuori. I omgivningarna runt Iso Saarnavouri växer i huvudsak barrskog.